# Aufidus trifasciatus
Aufidus trifasciatus is een halfvleugelig insect uit de familie schuimcicaden (Cercopidae). De wetenschappelijke naam van deze soort is voor het eerst geldig gepubliceerd in 1863 door Stål.